# 亨利·霍爾

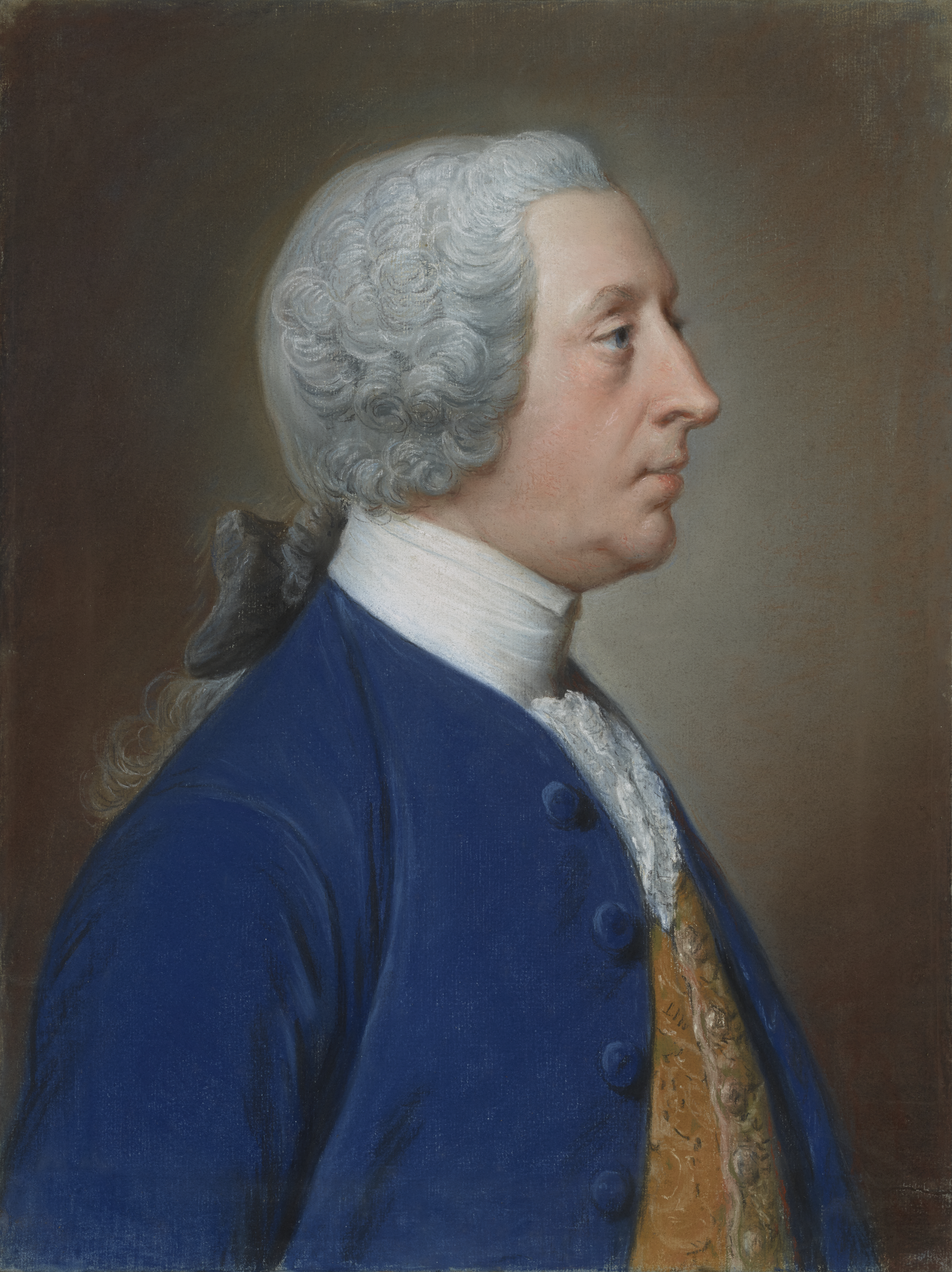
亨利·霍爾（Henry Hoare） 的友人、畫家威廉·霍爾（William Hoare） 為他做的肖像畫。作畫時間約在1750–1760年間。

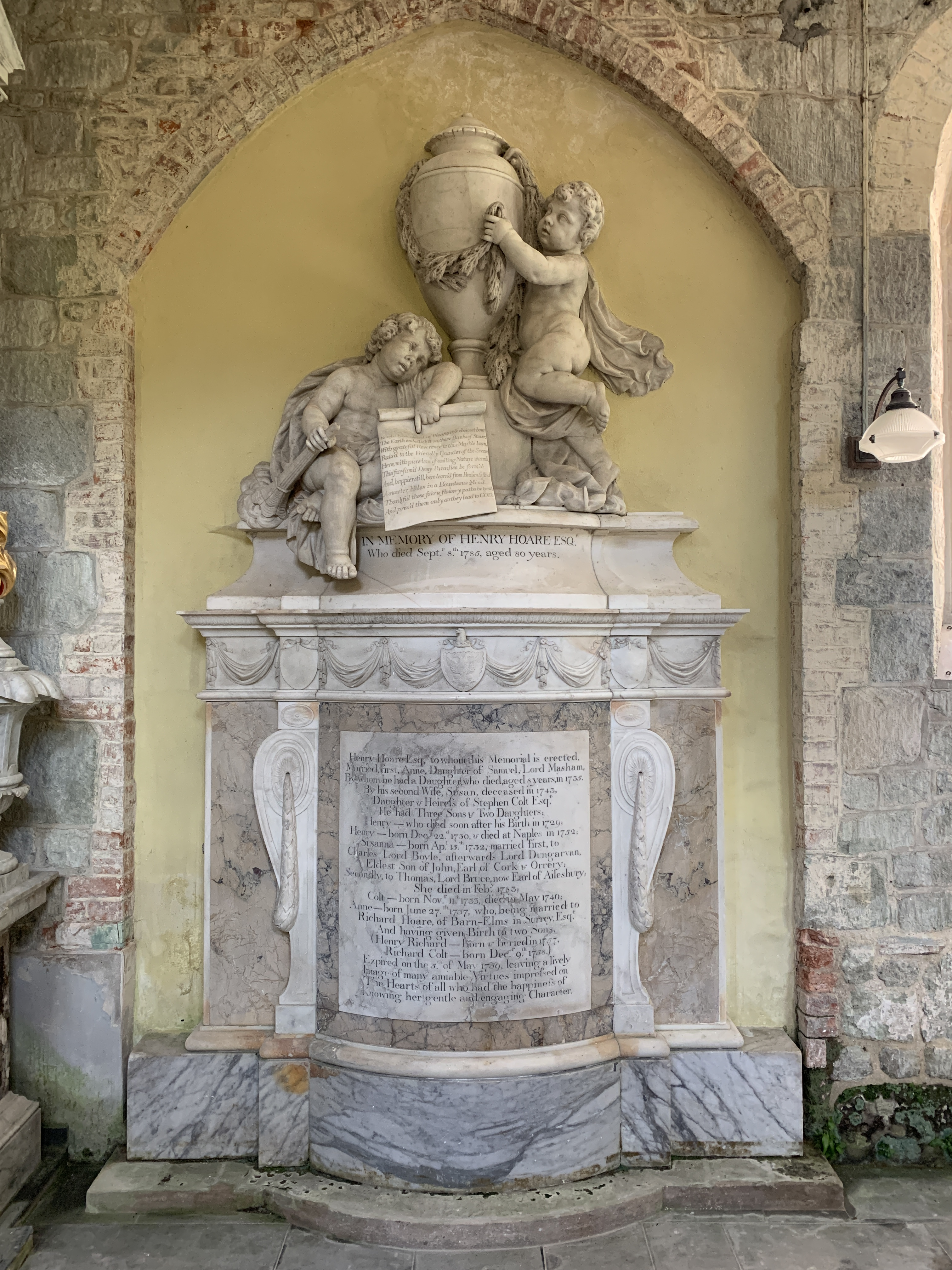
亨利·霍爾紀念碑，位於斯托頓莊園中的聖彼得教堂內。

亨利·霍爾二世（1705年—1785年），也被稱為「偉大的亨利」（Henry the Magnificent），是一位英國銀行家和園林主人／設計師。

## 家庭
亨利的祖父理查·霍爾（Richard Hoare） 是一位金匠銀行家（goldsmith banker），曾任倫敦市長勛爵。他的父親亨利·霍爾一世為家族買下了斯托頓莊園（Stourtons），並委託科倫·坎貝爾（Colen Campbell） 在莊園內設計建造了一座帕拉第奧式宅邸。亨利．霍爾二世的父親在他二十歲那年過世。他在西敏公學接受教育。

## 事業生涯
亨利憑藉著他的財富和個人魅力成為霍爾家族的領導人。他擔任霍爾銀行的合夥人，時長將近60年。他之所以贏得「偉大的亨利」這個美名，部分出於他透過大力贊助文藝而發揮了重大的影響力，但更重要的原因是他打造了位於威爾特郡的斯托海德花園，這座花園位於他父親購置的一片地產內。亨利的母親於1741年過世，其後三十年間，他致力發展斯托海德花園，長年的規劃耕耘讓這座花園成為歐洲園林設計史上的一件瑰寶。普桑 學派的人士稱這座花園「比任何畫作中的園林都要美麗」。這座花園被奉為園林設計的典範。亨利熟識知名的景觀設計師萬能的布朗。他在1734年獲選為索茲斯柏立國會議員。
亨利在1785年過世，將斯托海德花園留給女兒安（Ann，1734–1759） 的兒子理查·科爾特·霍爾（Richard Colt Hoare）。他的另一個女兒蘇珊娜後來成為艾爾斯伯里伯爵夫人（Countess of Ailesbury）。

## 延伸閱讀
- Hoare, Henry Peregrine Rennie, Hoare's Bank: A Record 1672-1955, 1932, new edition 1955
- Hutchings, Victoria, Messrs Hoare, Bankers: A History of the Hoare Banking Dynasty, 2005